# Phanoxyla trilineata
Phanoxyla trilineata är en fjärilsart som beskrevs av Matsumura 1921. Phanoxyla trilineata ingår i släktet Phanoxyla och familjen svärmare. Inga underarter finns listade i Catalogue of Life.